# Symphonie de chambre no 2 de Schönberg

La Symphonie de chambre no 2 op. 38 est une œuvre orchestrale d'Arnold Schönberg écrite en 1939.
Les premières esquisses de l'œuvre datent de 1906, peu après l'achèvement de sa Première symphonie de chambre. Malgré tous ses efforts, le compositeur ne parvient pas à en achever la partition. Schönberg en reprend l'écriture en 1939 en ajoutant vingt mesures au premier mouvement et en écrivant la seconde moitié de son deuxième mouvement, réorchestrant l'ensemble. Il pense un temps y ajouter un troisième mouvement pour lequel il écrit environ quatre-vingt mesures en 1940, mais décide finalement que l'œuvre se suffit en elle-même dans sa version d'alors.
Cette partition est le témoin d'un certain revirement stylistique à la fin des années 1930, l'auteur ayant successivement exploré la musique tonale et le dodécaphonisme et retournant à la musique tonale. Schönberg a exprimé dans une lettre au chef d'orchestre Stiedry ses difficultés d'écriture :

« J'ai travaillé sur la seconde symphonie de chambre depuis près d'un mois. J'ai passé l'essentiel du temps à me demander « qu'est ce que l'auteur a bien voulu dire par là ? ». Mon style a acquis effectivement davantage de profondeur depuis ces temps là et j'ai du mal à concilier ce que j'avais écrit alors en faisant confiance à mon sens musical et sans trop y penser, avec ma volonté actuelle de respecter une certaine logique apparente. C'est l'une des difficultés majeures actuelles, parce que cela affecte l'ensemble. »

La création en a été faite le 15 décembre 1940 au Carnegie Hall à New York sous la direction de Fritz Stiedry.

## Analyse de l'œuvre
1. Adagio
2. Con fuoco

- Durée d'exécution : environ vingt-quatre minutes.

## Instrumentation
- deux flûtes, deux hautbois, deux clarinettes, deux bassons, deux cors, deux trompettes, orchestre à cordes[5].